# باشگاه فوتبال باریو مکزیکو
باشگاه فوتبال باریو مکزیکو یک باشگاه فوتبال اهل کاستاریکا است که در حال حاضر در دسته دوم کاستاریکا بازی میکند.